# Нурденстам, Стина
Кристина (Сти́на) Ульрика Марианне Но́рденстам (швед. Kristina (Stina) Ulrika Marianne Nordenstam; род. 4 марта 1969, Стокгольм) — шведская певица, композитор и музыкант.

## Биография
В детстве на Стину сильно повлияла отцовская коллекция классической музыки и джаза, это отчетливо прослеживается на первых альбомах. В дальнейшем её музыка приобрела больше элементов альтернативного и поп-рока.
На протяжении своей карьеры Норденстам практически не дает интервью и не выступает вживую.
С 2007 года занимается в основном написанием музыки для театра, кино и радио.
Летом 2013 её аудиоинсталляция Tänk dig en människa, созданная для галереи современного искусства Magasin 3, была представлена на фестивале Way Out West в Гётеборге.

## Признание
- Джазовая награда Jazz i Sverige (1991)
- В 2014 году Стина Норденстам наряду с такими артистами, как Abba, Entombed и Roxette была введена в Шведский зал музыкальной славы — аналог американской Rock and Roll Hall of Fame[2].

## Альбомы
- Memories Of A Colour (1991)
- And She Closed Her Eyes (1994)
- Dynamite (1997)
- People Are Strange (1998)
- This Is Stina Nordenstam (2001)
- The World Is Saved (2004)

## Синглы
- Memories of a Color (1992)
- Another Story Girl (1993)
- Little Star first release (1994)
- Little Star remixes (1994)
- Something Nice (1994)
- The Photographer’s Wife E.P. (1996)
- Dynamite (1997)
- Little Star издание для фильма Ромео + Джульетта (1997)
- People Are Strange (1998)
- Lori Glori (2001)
- Sharon & Hope (2002)
- Get On With Your Life (2004)
- Parliament Square (2005)

## Совместные проекты
- Walk с Fleshquartet и Freddie Wadling (1993)
- Ask The Mountains вместе с Vangelis (1995) — довольно известная композиция, была использована в телерекламе.
- The Photographer’s Wife EP с Anton Fier (1996)
- To The Sea вместе с Yello (1997)
- Symmetry с Mew (2000)
- Aberdeen саундтрек с Zbigniew Preisner (2000)
- Her Voice Is Beyond Her Years вместе с Mew, альбом Frengers, (2003)
- Snow Borne Sorrow вместе с Nine Horses (2006)
- Into The Wasteland (2006) (совместно с Filur)
- Wonderful World с Nine Horses (2006)
- Birds Sing for Their Lives Nine Horses (2007)